# Amir Hashemi
Amir Hashemi-Moghaddam (Teherán, 1966. június 3. –) egykori iráni válogatott labdarúgó. Hashemi játszott iráni, angol, amerikai, és holland csapatokban, Magyarországon a Vasasban futballozott.

## Mérkőzései az iráni válogatottban
| #  | Dátum            | Ellenfél      | Eredmény | Kiírás              | Esemény |
| -- | ---------------- | ------------- | -------- | ------------------- | ------- |
| 1. | 1990. február 4. | Lengyelország | 0 – 1    | barátságos mérkőzés |         |

## Fordítás
- Ez a szócikk részben vagy egészben  az   Amir Hashemi című angol Wikipédia-szócikk fordításán alapul.  Az eredeti cikk szerkesztőit annak laptörténete sorolja fel. Ez a jelzés csupán a megfogalmazás eredetét és a szerzői jogokat jelzi, nem szolgál a cikkben szereplő információk forrásmegjelöléseként.